# Bandera Villa de Avilés
La Bandera Villa de Avilés es una competición de remo (traineras) que se celebró por primera vez en 1995 en Avilés, Asturias.

## Historia
Durante las décadas de los años 50, 60 y 70, el Club de Mar de Avilés organizó las competiciones que se celebraron en la ciudad, como los Campeonatos de España de bateles y de trainerillas. Además y junto a la Federación Asturiana de Remo han celebrado esta Bandera de traineras.

## Palmarés
| Edición | Año  | Ganador        | Segundo   | Tercero        |
| I       | 1995 | Santiagotarrak | Castro    | Fortuna        |
| II      | 1996 | Kaiku          | Castropol | Santiagotarrak |

- Datos: Q3038985